# Ruthenium-100
Ruthenium-100 of 100Ru is een stabiele isotoop van ruthenium, een overgangsmetaal. Het is een van de zeven stabiele isotopen van het element, naast ruthenium-96, ruthenium-98, ruthenium-99, ruthenium-101, ruthenium-102 en ruthenium-104. De abundantie op Aarde bedraagt 12,6%. De isotoop zou in staat zijn tot spontane splijting.
Ruthenium-100 ontstaat onder meer bij het radioactief verval van molybdeen-100, technetium-100 en rodium-100.
85Ru · 86Ru · 87Ru · 88Ru · 89Ru · 90Ru · 91Ru · 91mRu · 92Ru · 93Ru · 93m1Ru · 93m2Ru · 94Ru · 94mRu · 95Ru · 96Ru · 97Ru · 98Ru · 99Ru · 100Ru · 101Ru · 101mRu · 102Ru · 103Ru · 103mRu · 104Ru · 105Ru · 106Ru · 107Ru · 108Ru · 109Ru · 110Ru · 111Ru · 112Ru · 113Ru · 113mRu · 114Ru · 115Ru · 116Ru · 117Ru · 118Ru · 119Ru · 120Ru · 121Ru · 122Ru · 123Ru · 124Ru